# Lucille Bremer
Lucille Bremer est une danseuse et actrice américaine, née à Amsterdam (État de New York) le 21 février 1917, et morte d'une attaque cardiaque à La Jolla (Californie) le 16 avril 1996.

## Biographie

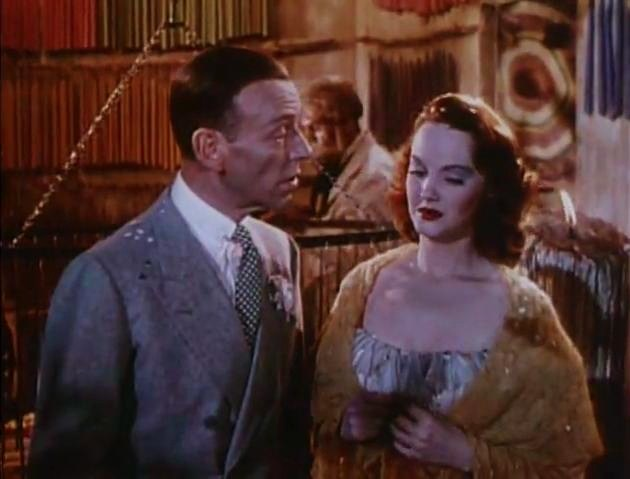
Lucille Bremer et Fred Astaire dans Yolanda et le Voleur.

Native du faubourg d'Amsterdam, Lucille Bremer déménagea avec sa famille à Philadelphie, où elle apprit la danse classique. À l'âge de 12 ans, elle dansait pour la Philadelphia Opera Company.
Retournée à New York, elle se produisit dans différentes revues, notamment "American Jubilee", à l'occasion de la Foire internationale de New York 1939-1940. Elle fit ses premiers débuts réguliers à l'âge de 16 ans dans la troupe des Rockettes, au Radio City Music Hall de New York.
Ses débuts au cinéma furent incertains : de ses bouts d'essai pour la Warner Bros., elle déclara elle-même par la suite : « C’était tellement mauvais que je compris pourquoi je ne recevais aucune proposition. » Elle se remit donc à la danse, se produisant à New York au Copacabana, et au Club Versailles. C'est là qu'elle fut repérée par le producteur de la Metro Goldwyn Mayer, Arthur Freed.

## Filmographie
- 1944 : This Love of Mine de Jack Shaindlin (en) (Court-métrage)
- 1944 : Le Chant du Missouri (Meet me in St-Louis) de Vincente Minnelli
- 1945 : Yolanda et le Voleur (Yolanda and the Thief) de Vincente Minnelli
- 1945 : Ziegfeld Follies de Vincente Minnelli
- 1946 : La Pluie qui chante (Till The Clouds Roll By) de Richard Whorf
- 1947 : Dark Delusion (en) de Willis Goldbeck
- 1948 : Le Règne de la terreur (Adventures of Casanova) de Roberto Gavaldón
- 1948 : L'Impitoyable (Ruthless) d'Edgar George Ulmer
- 1948 : L'Antre de la folie (Behind Locked Doors) de Oscar Boetticher
- 1948 : Penny Arcade (Court-métrage)